# Hypoestes decaryana
Hypoestes decaryana är en akantusväxtart som beskrevs av Raymond Benoist. Hypoestes decaryana ingår i släktet Hypoestes och familjen akantusväxter. Inga underarter finns listade i Catalogue of Life.